# Symplecta (Psiloconopa) janetscheki
Symplecta (Psiloconopa) janetscheki is een tweevleugelige uit de familie steltmuggen (Limoniidae). De soort komt voor in het Oriëntaals gebied.